# Stanislas Idzikowski
Stanislas Idzikowski, właściwie Stanisław Idzikowski, (ur. 1894 w Warszawie, zm. 12 lutego 1977 w Londynie) – polski tancerz baletowy i pedagog.

## Życiorys
W jedenastym roku życia rozpoczął lekcje tańca przy Teatrze Wielkim. Był uczniem Enrica Cecchettiego. Studiował ze Stanisławem Gilbertem i Anatolem Wilżakiem. Od 1910 zamieszkał w Anglii, gdzie zmienił imię na ,,Stanislas”. Tańczył w zespole Anny Pawłowej, lecz Cecchetti skierował go do Baletów Rosyjskich w 1914 roku, gdzie pozostał do 1927.
Od 1933, poświęcił się pedagogice baletowej, a szczególnie metodzie Cecchettiego. Przez kilka lat, od 1939, był baletmistrzem w International Ballet Mony Inglesby.
Jego interpretacje ról w choreografii Leonida Miasina w La Boutique fantasque (1919) Respighiego, Le Tricorne (1919) de Fallego i w Pulcinelli Strawińskiego (1920) uważane są za mistrzowskie.
Zmarł w Londynie w wieku 83 lat.